# Monchy-Lagache
Monchy-Lagache est une commune française située dans le département de la Somme, en région Hauts-de-France.

## Géographie

### Localisation

#### Communes limitrophes
|        | Estrées-Mons   | Vraignes-en-Vermandois |
| Devise | Monchy-Lagache | Tertry                 |
|        | Quivières      | Lanchy Aisne           |

### Description

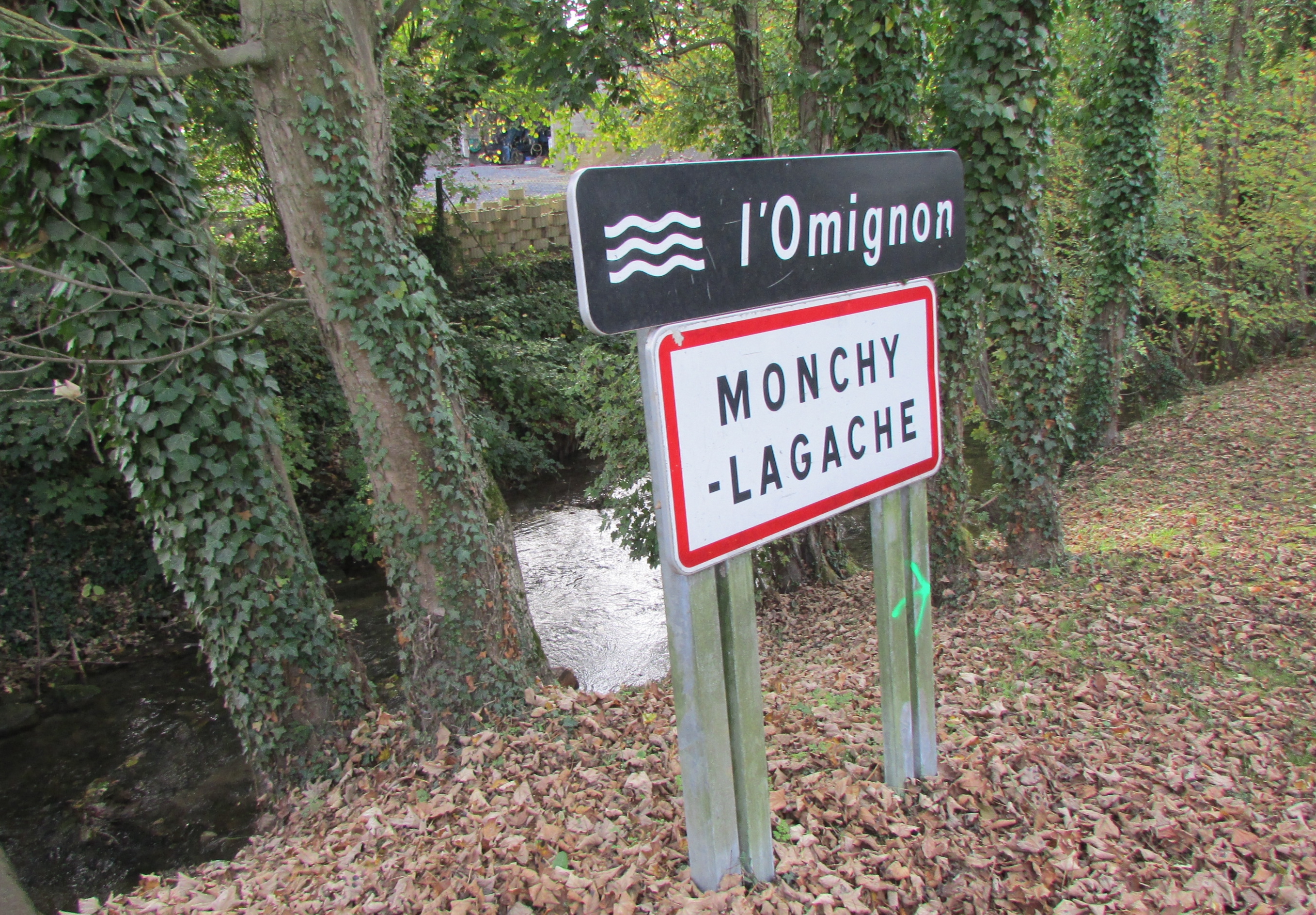
L'entrée du village sur les rives de l'Omignon.

À une soixantaine de kilomètres à l'est d'Amiens et une vingtaine de kilomètres à l'ouest de Saint-Quentin, le village est aisément accessible par l'axe Amiens - Saint-Quentin.
Le territoire communal, d'une superficie de 1 544 ha, est essentiellement boisé ou cultivé.
Son altitude moyenne est de 74 m.
En 2019, la localité est desservie par les autocars du réseau inter-urbain Trans'80, Hauts-de-France (ligne no 51, Mesnil-Bruntel - Saint-Christ-Briost - Ham).
En 2021 une part importante des habitants travaille dans l'usine Bonduelle, grâce à sa proximité ( moins d'un kilomètre).
Le club de football réunit chaque dimanche les habitants.
Nom du club : Olympique Monchy-Lagache (OML).

### Hameaux et écarts
Quatre hameaux dépendent de Monchy : Douvieux, Flez, Méréaucourt et Montécourt.

### Hydrographie

#### Réseau hydrographique
La commune est située dans le bassin Artois-Picardie. Elle est drainée par l'Omignon et la rivière l'Omignon,.
L'Omignon, d'une longueur de 32 km, prend sa source dans la commune de Bellenglise et se jette  dans la Somme à Brie, après avoir traversé 16 communes,.

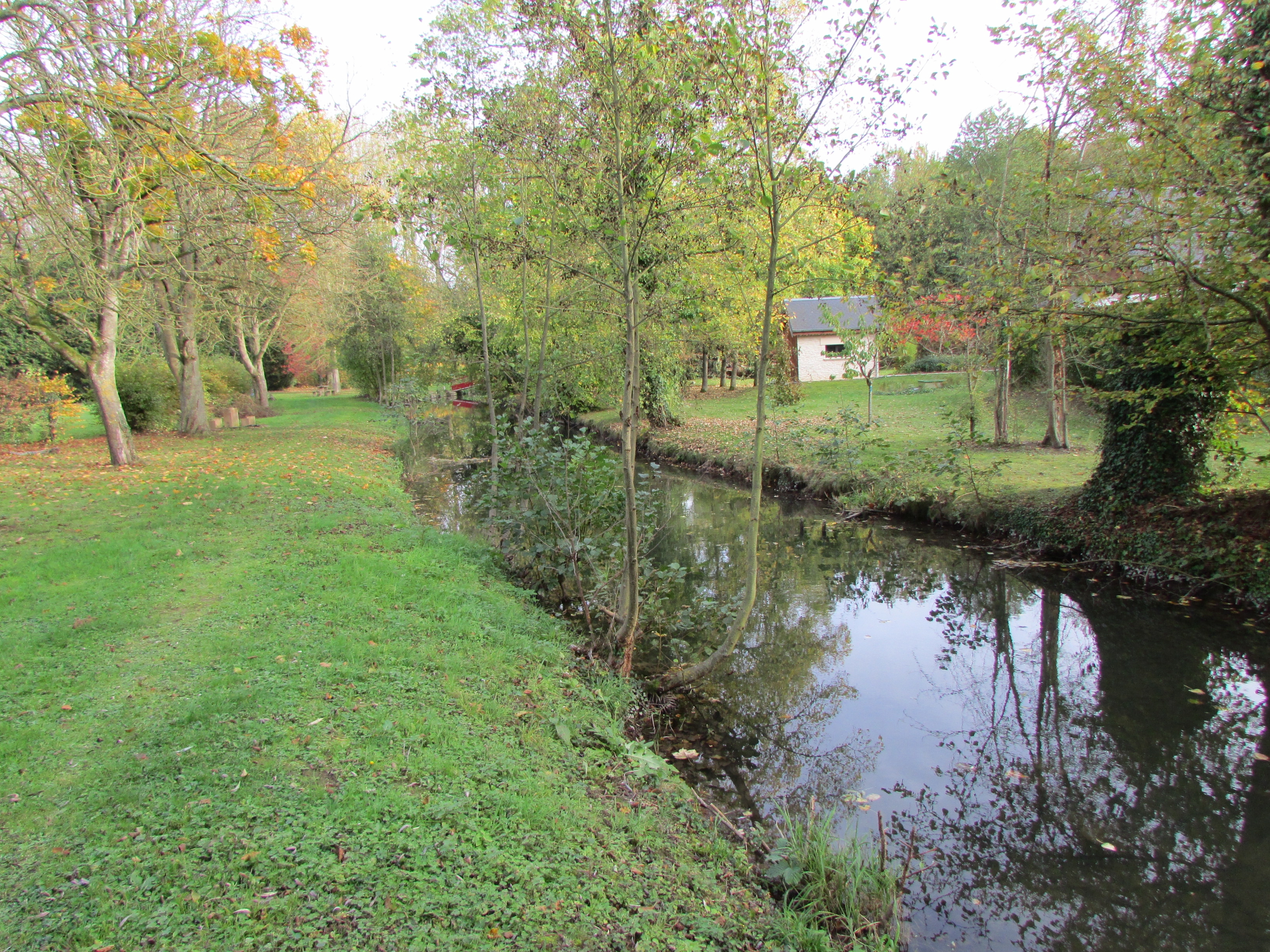
L'Omignon à Monchy-Lagache.
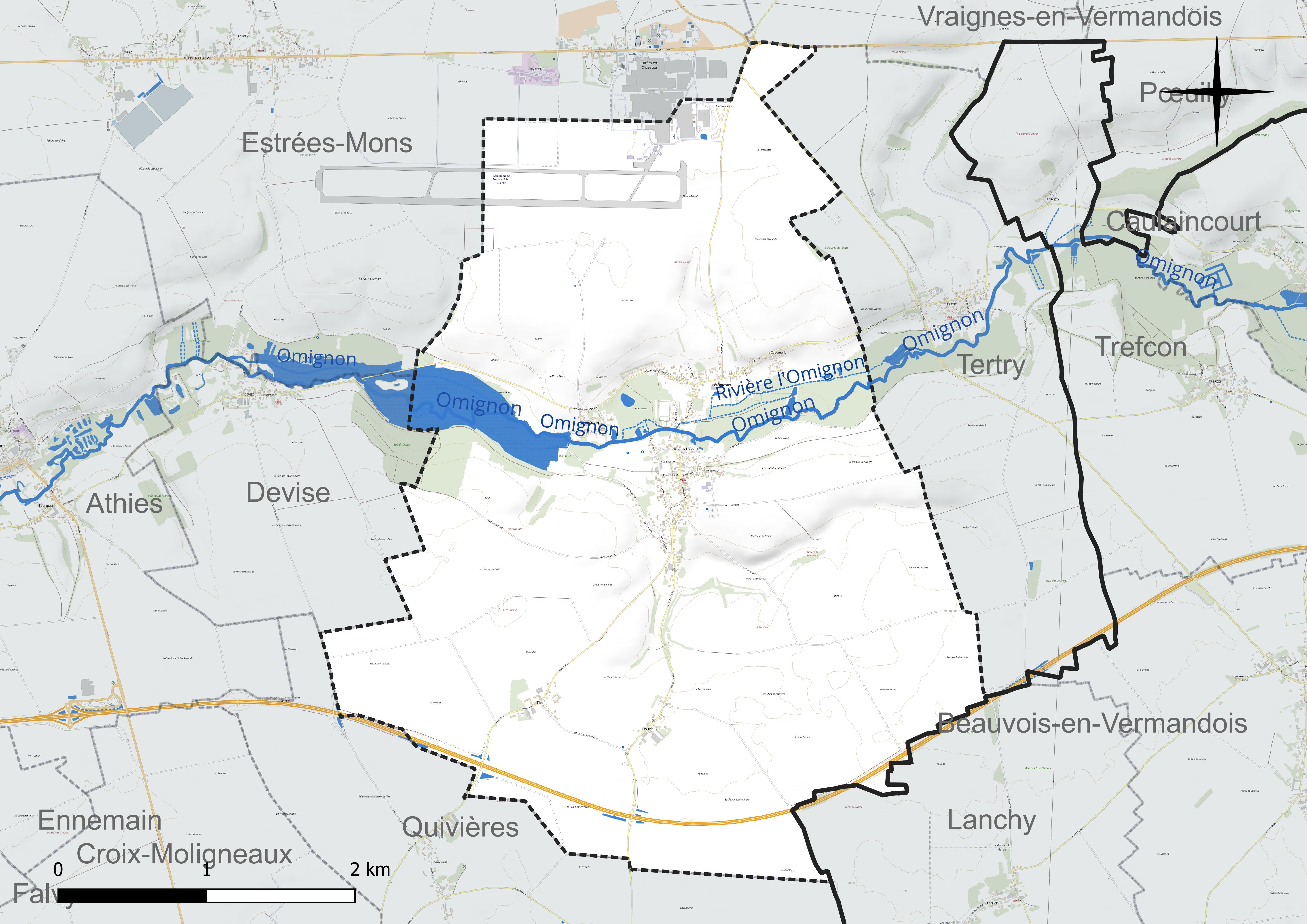
Réseau hydrographique de Monchy-Lagache.

#### Gestion et qualité des eaux
Le territoire communal est couvert par le schéma d'aménagement et de gestion des eaux (SAGE) « Haute Somme ». Ce document de planification concerne un territoire de 1 798 km2 de superficie, délimité par le bassin versant de la Haute Somme est constitué d'un réseau hydrographique complexe de cours d'eau, de marais, d'étangs et de canaux. Le périmètre a été arrêté le 21 avril 2006 et le SAGE proprement dit a été approuvé le 15 juin 2017. La structure porteuse de l'élaboration et de la mise en œuvre est le syndicat mixte d'aménagement hydraulique du bassin versant de la Somme (AMEVA).
La qualité des cours d'eau peut être consultée sur un site dédié géré par les agences de l'eau et l'Agence française pour la biodiversité.

### Climat
Pour des articles plus généraux, voir Climat des Hauts-de-France et Climat de la Somme.
En 2010, le climat de la commune est de type climat océanique dégradé des plaines du Centre et du Nord, selon une étude du CNRS s'appuyant sur une série de données couvrant la période 1971-2000. En 2020, Météo-France publie une typologie des climats de la France métropolitaine dans laquelle la commune est exposée à un climat océanique et est dans la région climatique Nord-est du bassin Parisien, caractérisée par un ensoleillement médiocre, une pluviométrie moyenne régulièrement répartie au cours de l'année et un hiver froid (3 °C).
Pour la période 1971-2000, la température annuelle moyenne est de 10,3 °C, avec une amplitude thermique annuelle de 14,9 °C. Le cumul annuel moyen de précipitations est de 695 mm, avec 11,2 jours de précipitations en janvier et 9,2 jours en juillet. Pour la période 1991-2020, la température moyenne annuelle observée sur la station météorologique la plus proche, située sur la commune d'Estrées-Mons à 4 km à vol d'oiseau, est de 11,0 °C et le cumul annuel moyen de précipitations est de 647,5 mm,. Pour l'avenir, les paramètres climatiques de la commune estimés pour 2050 selon différents scénarios d'émission de gaz à effet de serre sont consultables sur un site dédié publié par Météo-France en novembre 2022.
| Mois                                  | jan.           | fév.             | mars           | avril           | mai           | juin          | jui.           | août           | sep.          | oct.          | nov.            | déc.           | année      |
| ------------------------------------- | -------------- | ---------------- | -------------- | --------------- | ------------- | ------------- | -------------- | -------------- | ------------- | ------------- | --------------- | -------------- | ---------- |
| Température minimale moyenne (°C)     | 1,3            | 1,4              | 3,3            | 5,1             | 8,5           | 11,2          | 13             | 13             | 10,4          | 7,8           | 4,5             | 1,9            | 6,8        |
| Température moyenne (°C)              | 3,7            | 4,3              | 7,3            | 10,1            | 13,6          | 16,4          | 18,7           | 18,6           | 15,5          | 11,6          | 7,3             | 4,3            | 11         |
| Température maximale moyenne (°C)     | 6,1            | 7,2              | 11,2           | 15,1            | 18,6          | 21,6          | 24,4           | 24,3           | 20,5          | 15,4          | 10,1            | 6,6            | 15,1       |
| Record de froid (°C) date du record   | −15,8 07.01.09 | −12,7 07.02.1991 | −10,2 13.03.13 | −3,3 21.04.1991 | −1 07.05.1997 | 1,5 05.06.12  | 4,6 11.07.1993 | 4,6 29.08.1989 | 0,7 30.09.18  | −4,8 29.10.03 | −9,1 24.11.1998 | −12,5 18.12.10 | −15,8 2009 |
| Record de chaleur (°C) date du record | 14,7 09.01.15  | 18,6 26.02.19    | 24 31.03.21    | 27 20.04.18     | 30,9 28.05.17 | 34,9 18.06.22 | 41,9 25.07.19  | 38,4 12.08.03  | 34,4 15.09.20 | 27,6 01.10.11 | 19,8 07.11.15   | 16,6 07.12.00  | 41,9 2019  |
| Précipitations (mm)                   | 49,6           | 43,8             | 45,8           | 37,1            | 58,8          | 59,8          | 56,6           | 65,2           | 51,3          | 58,2          | 57,9            | 63,4           | 647,5      |

## Urbanisme

### Typologie
Au 1er janvier 2024, Monchy-Lagache est catégorisée commune rurale à habitat dispersé, selon la nouvelle grille communale de densité à sept niveaux définie par l'Insee en 2022.
Elle est située hors unité urbaine et hors attraction des villes,.

### Occupation des sols
L'occupation des sols de la commune, telle qu'elle ressort de la base de données européenne d'occupation biophysique des sols Corine Land Cover (CLC), est marquée par l'importance des territoires agricoles (84 % en 2018), une proportion sensiblement équivalente à celle de 1990 (84,5 %). La répartition détaillée en 2018 est la suivante : 
terres arables (84 %), forêts (7,6 %), zones industrielles ou commerciales et réseaux de communication (4,4 %), zones urbanisées (4,1 %). L'évolution de l'occupation des sols de la commune et de ses infrastructures peut être observée sur les différentes représentations cartographiques du territoire : la carte de Cassini (XVIIIe siècle), la carte d'état-major (1820-1866) et les cartes ou photos aériennes de l'IGN pour la période actuelle (1950 à aujourd'hui).

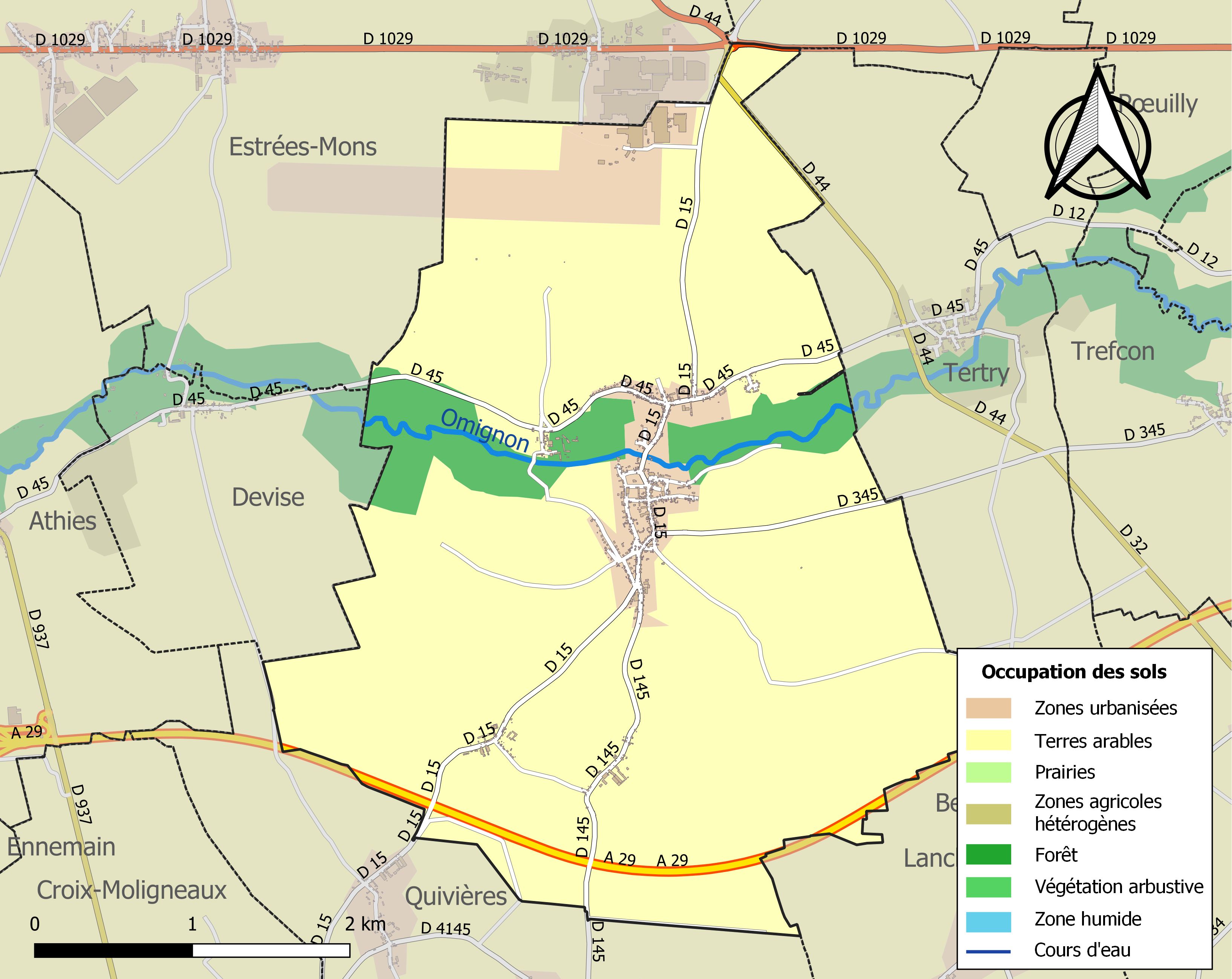
Carte des infrastructures et de l'occupation des sols de la commune en 2018 (CLC).

## Toponymie

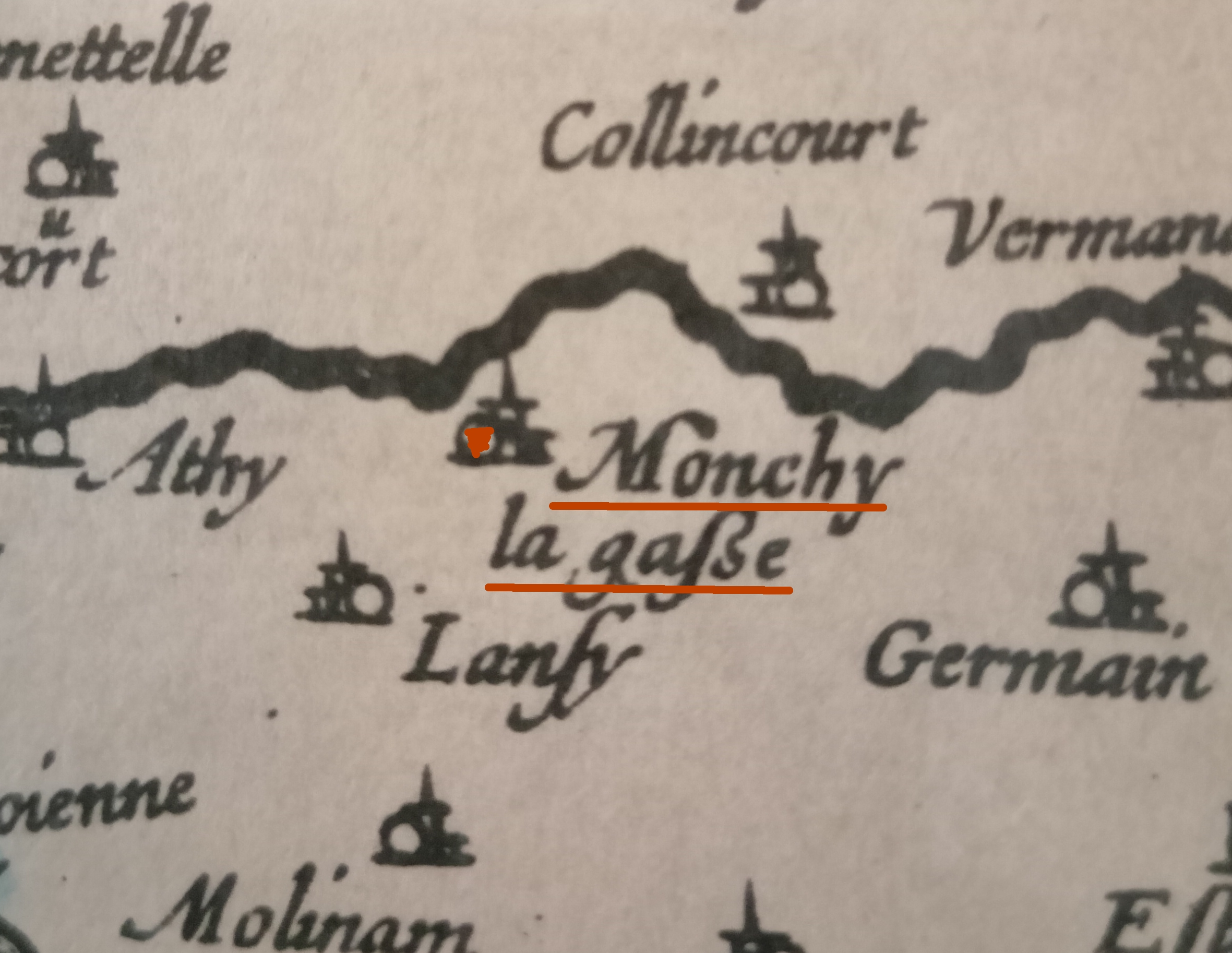
Carte de la Picardie de 1620 - Monchy la gasse.

En 750, le village est dénommé Monciacum in Viromandensi Patria: « domaine des moines en pays de Vermandois ».
Contrairement à l'idée reçue, le nom du village ne vient pas de l'oiseau, fort commun dans la localité, nommé en picard agache et la pie en français. En réalité, Lagache viendrait de « Gachar » qui signifie « guet ». Le « guet de l'Omignon » est attesté au XVe siècle, son emplacement se situe à proximité de l'église. La commune, instituée pendant la Révolution française sous le nom de Monchy la Gache, prend en 1801 celui de Mouchy-la-Gache avant d'utiliser sa dénomination actuelle de Monchy-Lagache.
Flez, en latin, signifie « détour du chemin ».
Douvieux était connu sous le nom de Dooul, Du Viel, Douvieulet, Donviel, Domvieux, Doun Villa et Domus vetus. Le radical douva doun supposerait une antique forteresse entourée de fossés.
Montescourt est une ancienne dépendance de Monchy, nommée Montiscurt en 1150, Mons-ès-Cort en 1218 et Montescort en 1333.
Méréaucourt tient son nom de sa situation dans les marais.

## Histoire
De nombreux vestiges gallo-romains sont mis au jour en 1989, lors des fouilles préalables aux travaux pour la construction de l'autoroute A29.
Une nécropole mérovingienne (Ve au VIIIe siècle) de 600 tombes découverte en 2016 lors de fouilles préventives atteste l'importance du village dès les temps les plus reculés,.
Un fief correspondant à la moitié du village a été donné au chapitre cathédral de Beauvais entre, selon les sources, avant 750 et 1024 par l'évêque de Beauvais, qui en était le seigneur. L'autre moitié revint à Othon de Vermandois.
Dreux ou Drogon de Monchy était l'un des chevaliers vassaux du comte Hugues Ier de Vermandois, qui partirent avec lui à la première croisade.
Aux XIIe et XIIIe siècles, les templiers disposaient d'une maison à Montecourt, qui s'étendait du haut de la côte jusqu'aux abords de la rivière et comprenait un étang poissonneux. Après la suppression des Templiers en 1311, cet établissement passe aux religieux hospitaliers d'Eterpigny qui y placent des fermiers pour en cultiver les terres,.
Au XVe siècle, la vicomté de Monchy appartenait au seigneur de Tertry. En 1411, le duc de Bourgogne allant assiéger la ville de Ham logea à Monchy-Lagache, ainsi que, en 1415, le roi d'Angleterre Henri V (roi d'Angleterre), avant la bataille d'Azincourt.

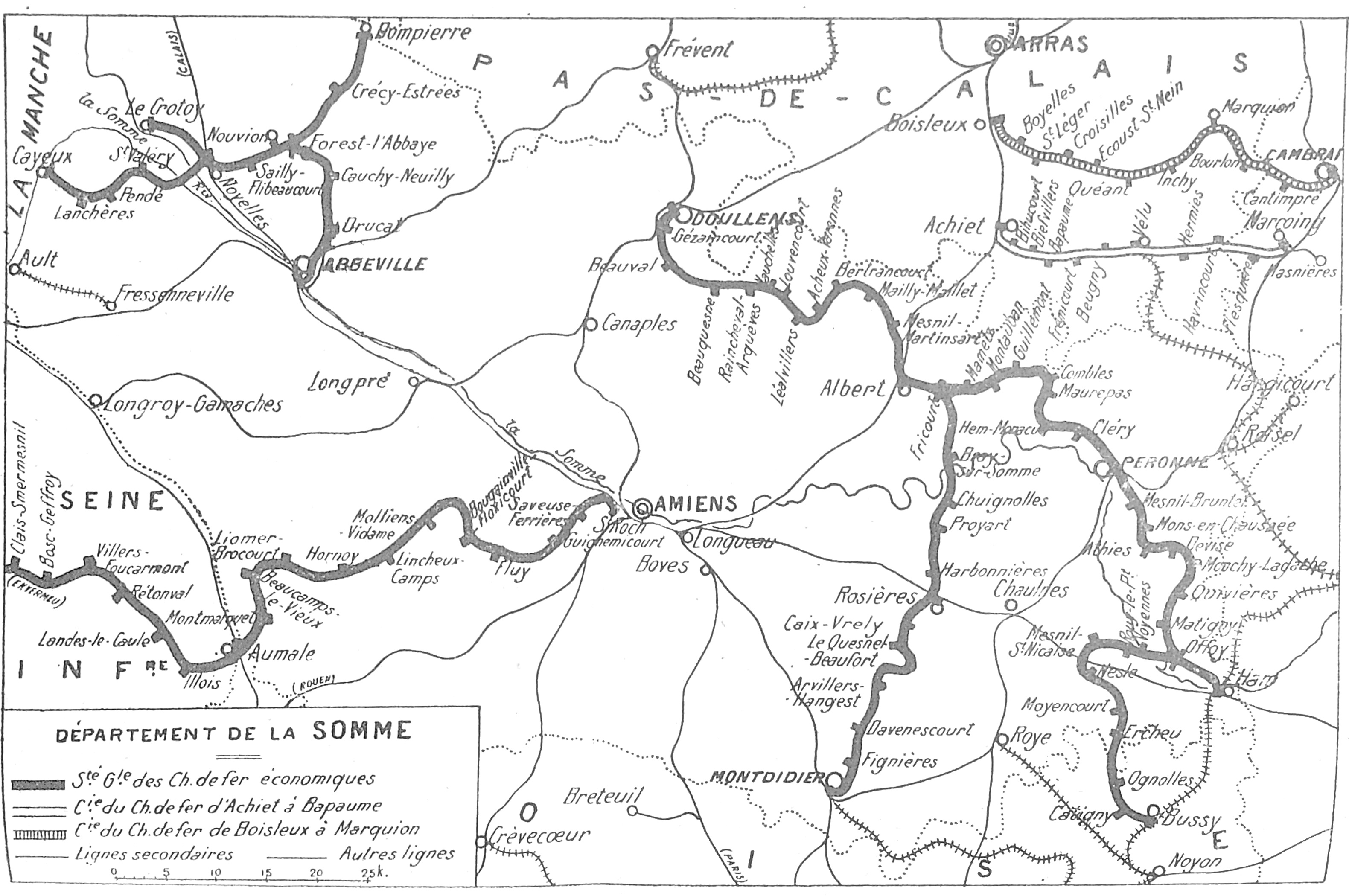
Le réseau des chemins de fer départementaux de la Somme en 1928.

Le village fut desservi, de 1889 à 1949, par la ligne de chemin de fer secondaire à voie métrique reliant Albert à Ham des chemins de fer départementaux de la Somme. Venant d'Albert, il avait une partie commune avec la ligne de Montdidier dont il se séparait à la gare de Fricourt. Arrivant à Péronne, la ligne desservait les arrêts de Le Quinconce, du Faubourg de Bretagne et la gare de Péronne Flamicourt où un dépôt atelier avait été aménagé. La ligne poursuivait par Mesnil Bruntel, Mons en Chaussée, Athies, traversant l'Omignon pour continuer vers Devise, Monchy Lagache, Fletz-Douvieux, Quivières, Croix Moligneaux, Matigny, Offoy, Canisy et enfin la gare de Ham, où l'on trouvait des correspondances pour  Saint-Quentin, Noyon, Amiens et Laon.
Le tortillard transportait autant les marchandises que les voyageurs, et approvisionnait les sucreries et râperies de betteraves, et transportait les pulpes, ainsi que ce qui était nécessaire à la fabrication du sucre, charbon, craie... Les voies furent démontées sous l'occupation allemande lors de la Première Guerre mondiale, et reconstruites lors de l'Entre-deux-guerres. La desserte était assurée par des trains à vapeur, puis, à compter de 1945, par des autorails.
La sucrerie Lapierre existait en effet dans le village à la fin du XIXe siècle et disposait en 1897 de quatre chaudières et de divers appareils à vapeur. L'installation industrielle est très endommagée par les bombardements et le pillage opérés par les Allemands en 1917 et 1918, lors de la Première Guerre mondiale.

Monchy-Lagache au début du XXe siècle
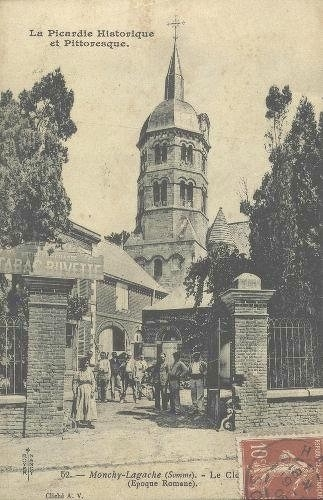
Le clocher de l'église.
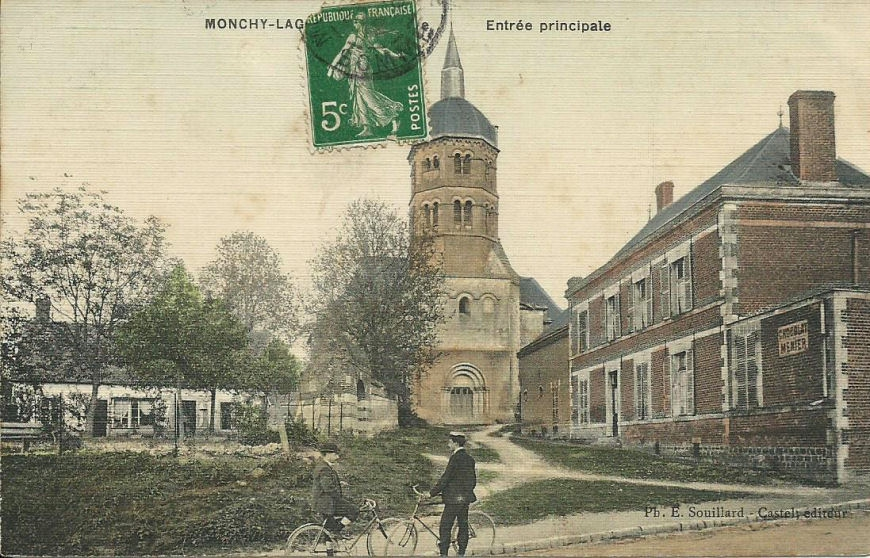
Entrée principale de l'église.
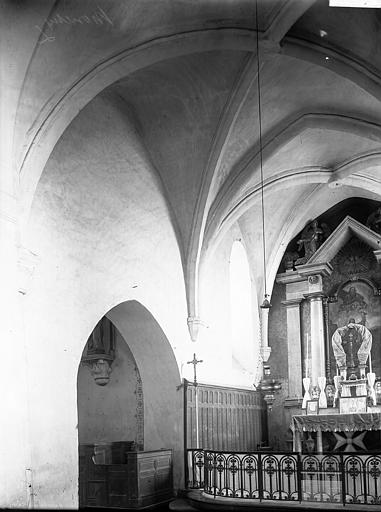
Le chœur de l'église.
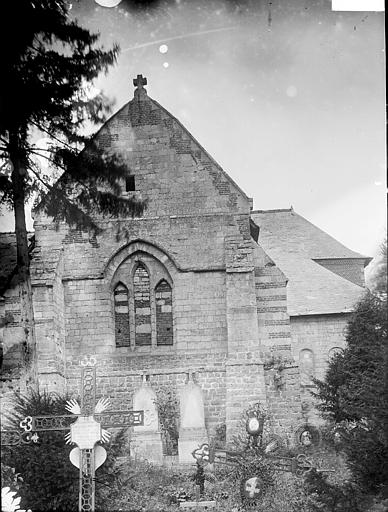
Transept et cimetière.
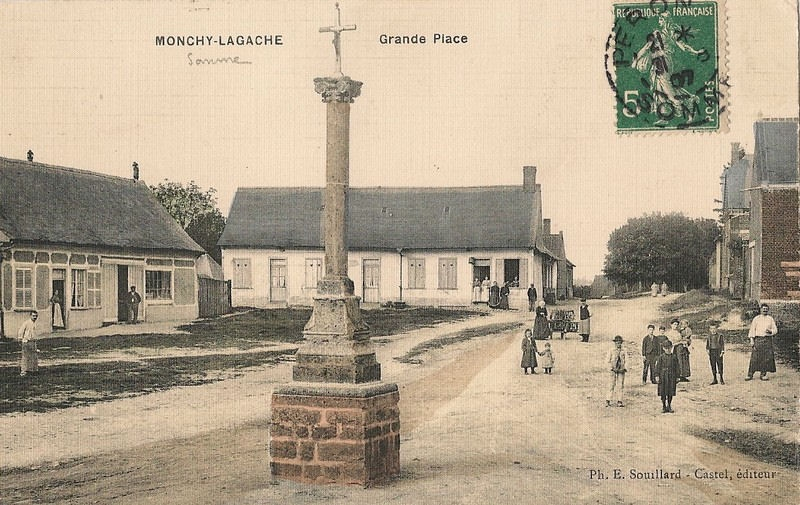
La Grande Place.

Première Guerre mondiale
La commune est longuement occupée par l'armée allemande.
Le village est évacué à partir de décembre 1916, l'occupant détruit et brûle les constructions. Il  est considéré comme détruit après l'armistice.
Il a été décoré de la croix de guerre 1914-1918 le 27 octobre 1920.
Reconstruction
La Compagnie Nouvelle des Sucreries Réunies est créée en 1919 et regroupe les indemnités de dommages de guerre de quatorze sucreries (Ercheu, Moyencourt, Monchy-Lagache, Mons-en-Chaussée, Eppeville, Péronne, Lesdin, Courcelle, Villers-Saint-Christophe, Flavy-le-Martel, Séraucourt, Arthies et Montescourt-Lizerolles).
Ses dirigeants, dont Edmé Sommier, important raffineur parisien, chargent l'architecte Juste Lisch de construire une nouvelle sucrerie à Eppeville, avec le souhait d'en faire la « plus grande sucrerie de France ». L'usine est mise en service pour la saison betteravière 1922-1923. Néanmoins, la compagnie décide d'utiliser le site de Monchy-Lagache, distant de 12 km d'Eppeville, pour y installer l'une des quatre râperies, complémentaires au fonctionnement de l'usine principale. Les travaux de reconstitution sont menés par les mêmes entreprises qu'à Eppeville, notamment l'usine de Châlon-sur-Saône de la société tchèque Skoda (Établissements Réunis de Prague), filiale de Schneider en France.

La Guerre et la Reconstrction
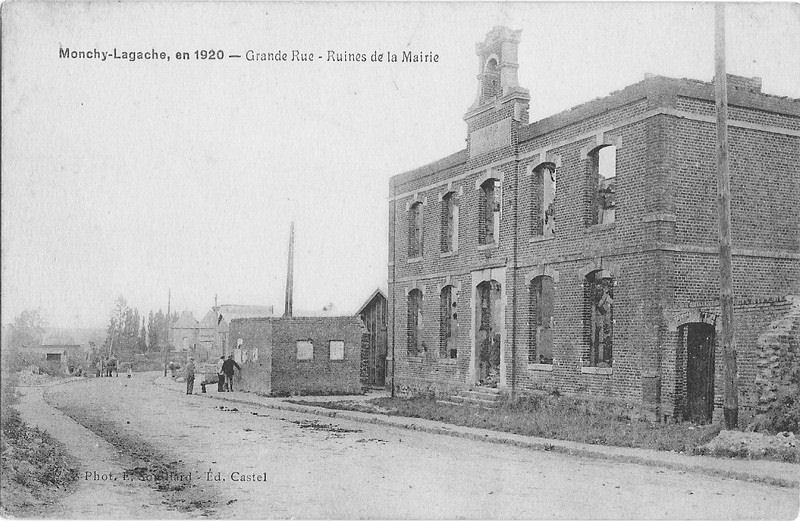
Ruines de la mairie en 1920.
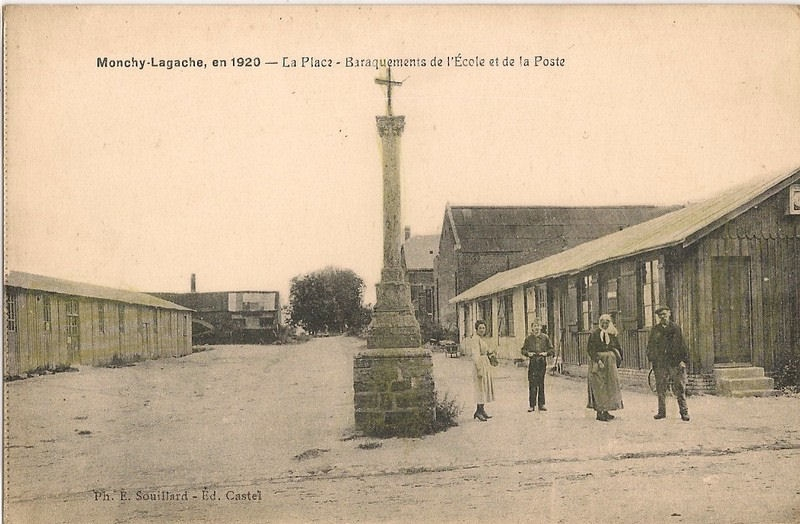
La Place : baraquements de l'école et de la Poste.

## Politique et administration

### Rattachements administratifs et électoraux
La commune se trouve dans l'arrondissement de Péronne du département de la Somme. Pour l'élection des députés, elle fait partie depuis 1958 de la cinquième circonscription de la Somme.
La commune fait partie depuis 1801 du canton de Ham. Dans le cadre du redécoupage cantonal de 2014 en France, ce canton, dont la commune fait toujours partie, est modifié, passant passe de 19 à 67 communes.

### Intercommunalité
La commune faisait partie de la communauté de communes du Pays Hamois, qui succédait au district de Ham, créé en 1960, que Brouchy avait rejoint en 1961.
La loi portant nouvelle organisation territoriale de la République (Loi NOTRe) du 7 août 2015, prévoyant que les établissements publics de coopération intercommunale (EPCI) à fiscalité propre doivent avoir un minimum de 15 000 habitants, le schéma départemental de coopération intercommunale (SDCI) arrêté par le préfet de la Somme le 30 mars 2016 prévoit notamment la fusion des communautés de communes du Pays Hamois et celle du Pays Neslois, afin de constituer une intercommunalité de 42 communes groupant 20 822 habitants, et précise qu'il « s'agit d'un bassin de vie cohérent dans lequel existent déjà des migrations pendulaires entre Ham et Nesle. Ainsi Ham offre des équipements culturels, scolaires et sportifs (médiathèque et auditorium de musique de grande capacité, lycée professionnel, complexe nautique), tandis que Nesle est la commune d'accueil de grandes entreprises de l'agroalimentaire ainsi que de leurs sous-traitants ».
La fusion intervient le 1er janvier 2017 et la nouvelle structure, dont la commune fait désormais partie, prend le nom de communauté de communes de l'Est de la Somme,.

### Liste des maires
| Période        | Période                      | Identité            | Étiquette | Qualité     |
| -------------- | ---------------------------- | ------------------- | --------- | ----------- |
| décembre 1792  | janvier 1794                 | Mathias Richy       |           |             |
| janvier 1794   | mai 1794                     | Éloy Popin          |           |             |
| mai 1794       | juin 1794                    | Sébastien Soilleux  |           |             |
| juin 1794      | mai 1803                     | Louis Gladieux      |           |             |
| mai 1803       | mars 1808                    | Louis Pointier      |           |             |
| mars 1808      | juillet 1813                 | Victor Pointevin    |           |             |
| août 1814      | septembre 1817               | Louis Perdrix       |           |             |
| septembre 1817 | février 1856                 | Mary Louis Pointier |           |             |
| février 1856   | mai 1871                     | Auguste Pointier    |           |             |
| mai 1871       | mai 1872                     | Auguste Dubois      |           |             |
| mai 1872       | janvier 1878                 | Edouard Duparcq     |           |             |
| janvier 1878   | mai 1982                     | Fursy Coquart       |           |             |
| mai 1892       | août 1892                    | Edouard Duparcq     |           |             |
| août 1895      | novembre 1898                | Fursy Coquart       |           |             |
| novembre 1898  | août 1801                    | Théodule Monard     |           |             |
| août 1801      | mai 1912                     | Florice Lapierre    |           |             |
| mai 1912       | juillet 1912                 | Fursy Coquart       |           |             |
| juillet 1912   | mai 1925                     | Ernes Castel        |           |             |
| mai 1925       | mars 1947                    | Raoul Gru           |           |             |
| mars 1947      | mars 1965                    | Jean Duparcq        | RS        | Cultivateur |
| mars 1965      | juin 1993                    | Michel Gru          |           |             |
| juin 1993      | juin 1995                    | Germaine Bonduelle  |           |             |
| juin 1995      | 2008                         | André Vallette      |           |             |
| mars 2008      | 2014                         | Marc Rigaux         |           |             |
| 4 avril 2014   | juillet 2020                 | Philippe Levert     |           |             |
| juillet 2020,  | En cours (au 8 octobre 2020) | Jacques Pinchon     |           |             |

## Population et société

### Démographie
L'évolution du nombre d'habitants est connue à travers les recensements de la population effectués dans la commune depuis 1793. Pour les communes de moins de 10 000 habitants, une enquête de recensement portant sur toute la population est réalisée tous les cinq ans, les populations de référence des années intermédiaires étant quant à elles estimées par interpolation ou extrapolation. Pour la commune, le premier recensement exhaustif entrant dans le cadre du nouveau dispositif a été réalisé en 2004.

En 2022, la commune comptait 574 habitants, en évolution de −13,55 % par rapport à 2016 (Somme : −1,26 %, France hors Mayotte : +2,11 %).
| 1793  | 1800 | 1806 | 1821 | 1831 | 1836 | 1841 | 1846 | 1851  |
| ----- | ---- | ---- | ---- | ---- | ---- | ---- | ---- | ----- |
| 1 026 | 885  | 886  | 923  | 919  | 933  | 969  | 984  | 1 023 |

| 1856  | 1861  | 1866  | 1872  | 1876  | 1881  | 1886  | 1891  | 1896  |
| ----- | ----- | ----- | ----- | ----- | ----- | ----- | ----- | ----- |
| 1 045 | 1 040 | 1 034 | 1 034 | 1 028 | 1 010 | 1 005 | 1 046 | 1 089 |

| 1901  | 1906  | 1911  | 1921 | 1926 | 1931 | 1936 | 1946 | 1954 |
| ----- | ----- | ----- | ---- | ---- | ---- | ---- | ---- | ---- |
| 1 065 | 1 066 | 1 005 | 630  | 793  | 726  | 711  | 649  | 693  |

| 1962 | 1968 | 1975 | 1982 | 1990 | 1999 | 2004 | 2006 | 2009 |
| ---- | ---- | ---- | ---- | ---- | ---- | ---- | ---- | ---- |
| 667  | 651  | 752  | 810  | 785  | 740  | 755  | 756  | 687  |

| 2014 | 2019 | 2022 | - | - | - | - | - | - |
| ---- | ---- | ---- | - | - | - | - | - | - |
| 670  | 601  | 574  | - | - | - | - | - | - |

### Enseignement
Dans les années 2000, les élus du Pays hamois travaillent à la construction d'un ensemble scolaire qui regrouperait les élèves des sept communes de Monchy-Lagache, Tertry, Ugny-L'Equipée, Y, Quivières, Croix-Moligneaux et Matigny à Monchy-Lagache. Sa réalisation est perturbée par la découverte d'une nécropole mérovingienne à l'emplacement retenu, qui amène à déplacer l'équipement. La nouvelle école est mise en service en 2020 pour accueillir les 145 élèves actuels et jusqu'à 200 enfants.
La municipalité prévoit de transformer l'ancienne école maternelle en médiathèque.
En 2024, 121 élèves fréquentent le RPC et l'ouverture d'une crèche est programmée à la rentrée 2025

## Économie et tourisme
- L'aérodrome de Péronne est situé sur les communes de Monchy-Lagache et d'Estrées-Mons. Il accueille un aéroclub et le Centre de Parachutisme Paris Péronne Haute Somme, le CPPHS[46], un centre très actif en raison de la proximité de Paris[47].

## Culture locale et patrimoine

### Lieux et monuments
- Église Saint-Pierre, des XII e et  XIIIe siècles, dont le clocher-porche octogonal a été reconstruit à l'identique en 1922 avec un décor sculpté néo-roman dû à J. Parrain, après les destructions de la Première Guerre mondiale. 
La nef et le transept flamboyants, avec le porche méridional, ont été simplement restaurés. La reconstruction, conçue par l'architecte Clément Cocquempot a été achevée  en 1926, avec des vitraux réalisés en 1927 par le maître-verrier Jacques Gruber, qui a utilisé les thématiques usuelles à l'issue de la Grande Guerre : sainte Jeanne-d'Arc, Marguerite-Marie Alacoque, sainte Bernadette... L'édifice rénové a été béni le 13 octobre 1929 par Monseigneur Lecomte, évêque d'Amiens[48],[49].

- Vierge en pierre, rue de la chapelle. La chapelle funéraire est tombée en ruines après la guerre 1914-1918, une statue la remplace en 1958[17].
- Ancienne râperie de betteraves, dite Cie Nouvelle des sucreries Réunies, puis usine de matières plastiques de Mitry, construite en 1920 par les Établissements réunis Prague Schneider et Cie pour la Compagnie nouvelle des Sucreries Réunies. L'activité a cessé avant 1962, elle a été remplacée par la société plastiques de Mitry[50].
- Les deux étangs, lieux de pêche, objet de rempoissonnement[51].

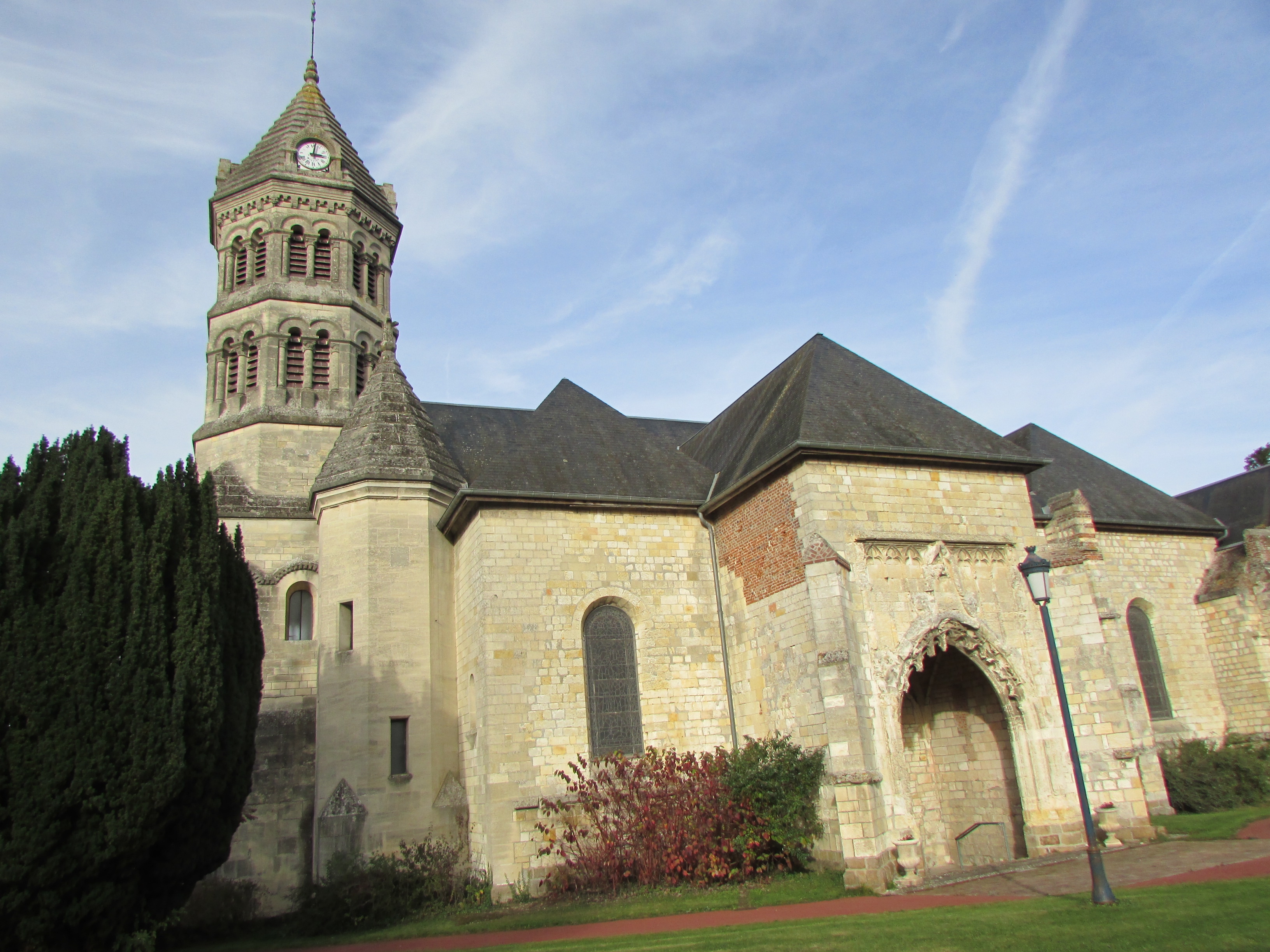
L'église côté ouest.
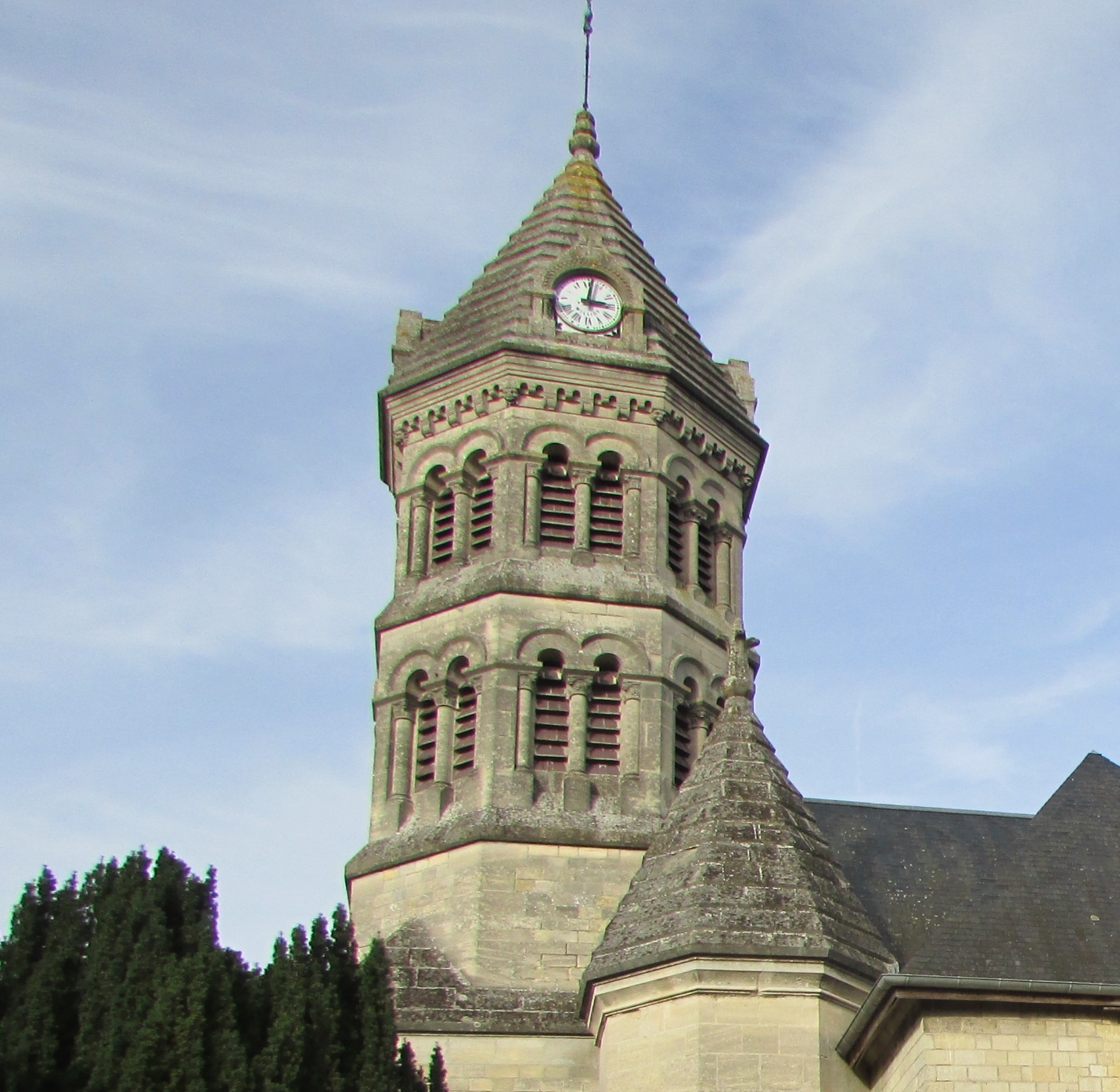
Détail du clocher octogonal.
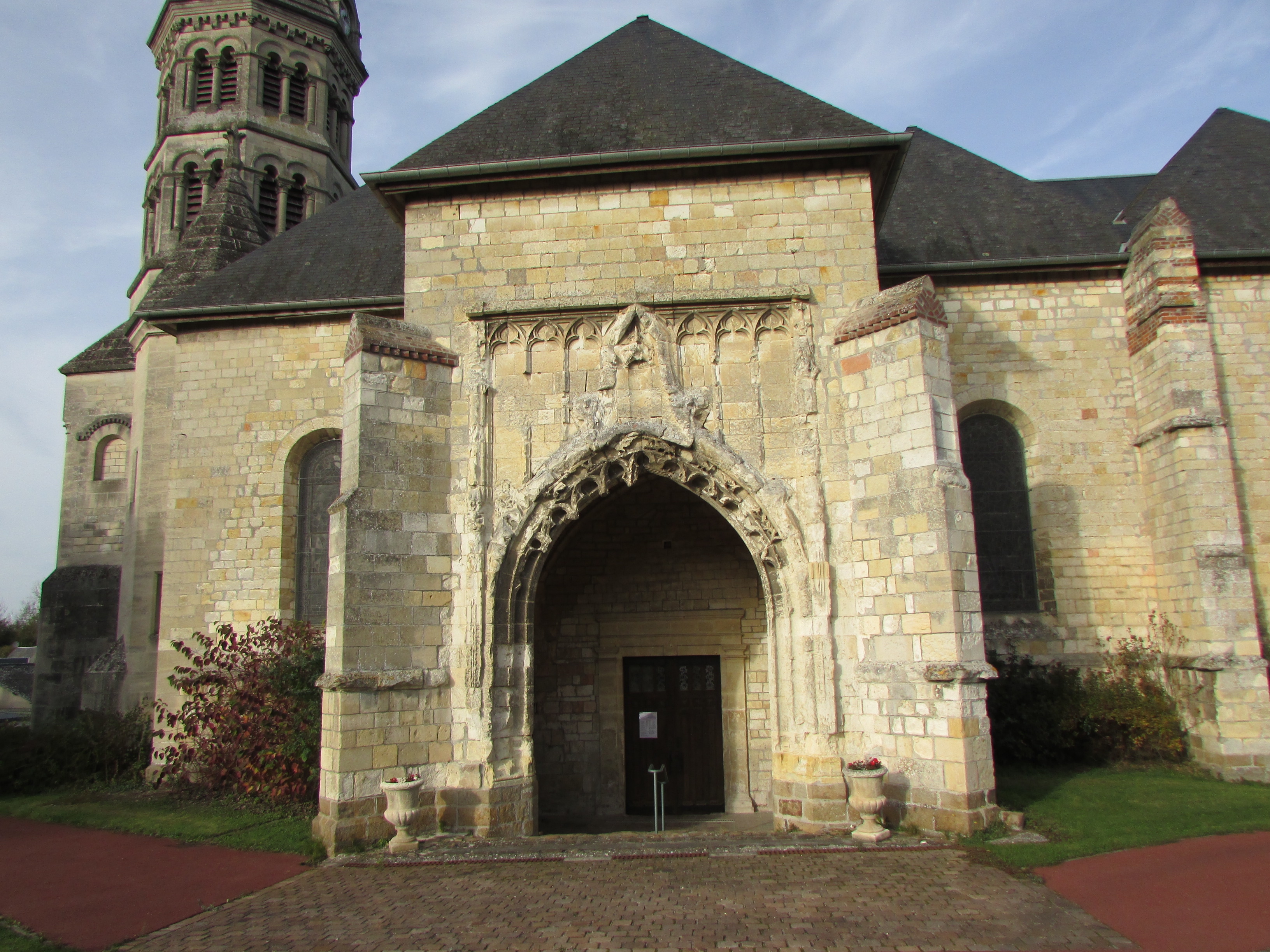
Le portail ouest de l'église.
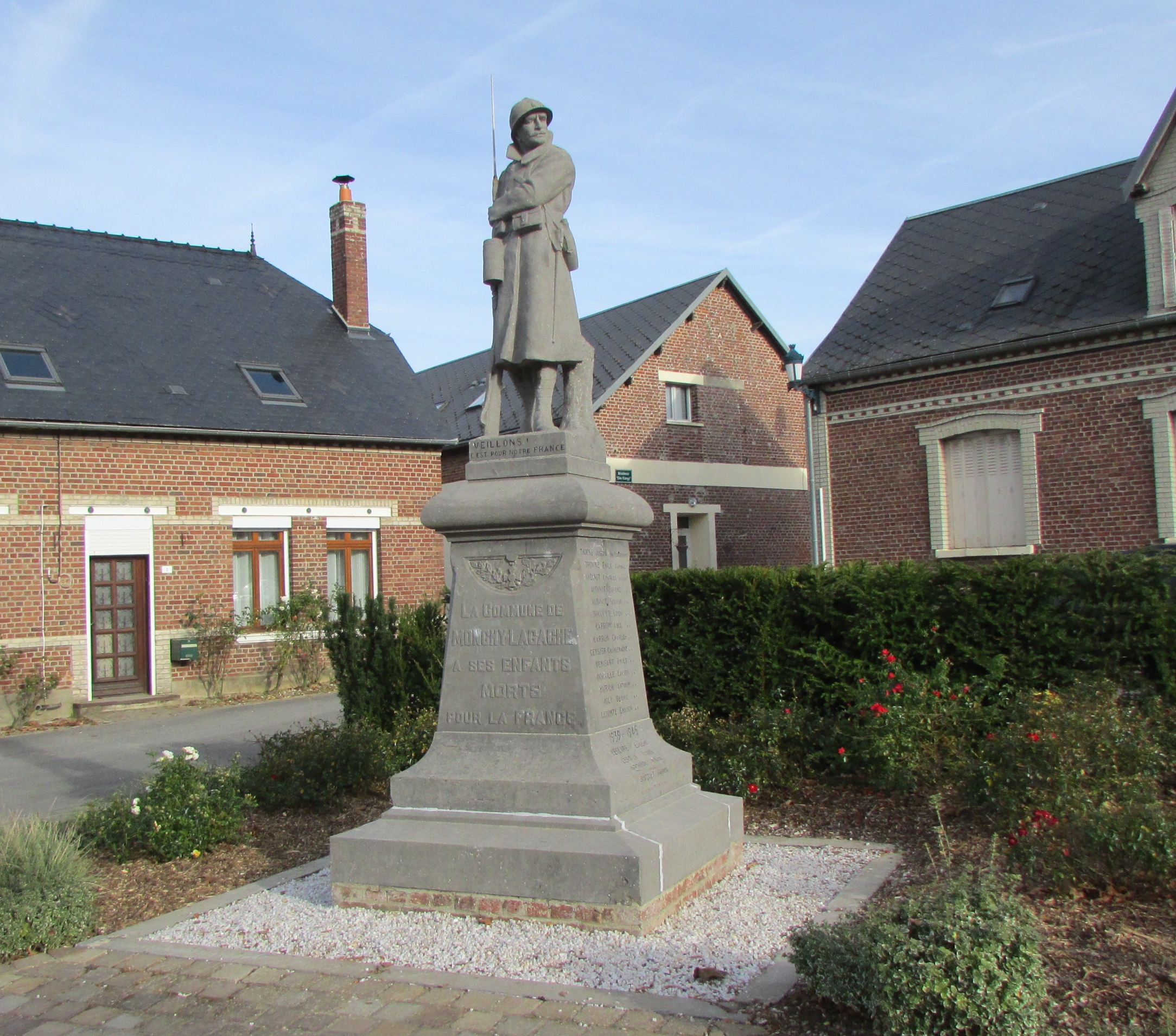
Le monument aux morts.
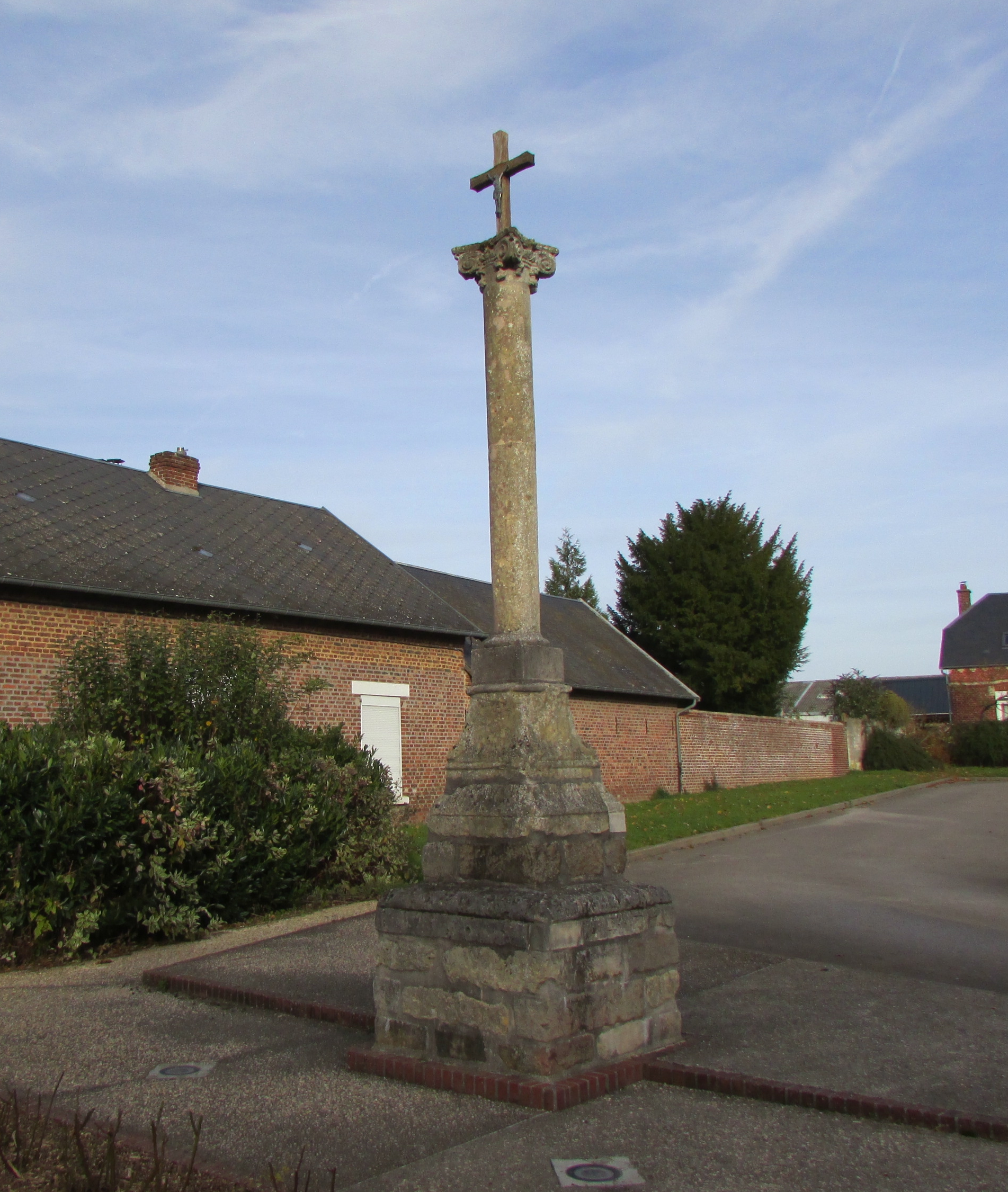
Calvaire de pierre.

### Héraldique
| Blason de Monchy-Lagache | Blason  | De gueules à trois maillets d'or.                      |
| Blason de Monchy-Lagache | Détails | La commune a repris les armes de la famille De Monchy. |

### Personnalités liées à la commune
- Maurice Leriche, né à Maretz en 1875 et mort en 1948 à Monchy-Lagache, paléontologue et universitaire français.
- Jacky Kulik, qui a habité la commune de nombreuses années, et dont la fille Élodie Kulik, directrice d'une agence bancaire de Péronne âgée de 24 ans, a été violée et assassinée dans une zone non habitée de la commune voisine de Tertry au début de l'année 2002. Cette affaire est connue sous le nom d'affaire Kulik, qui défraie la chronique judiciaire depuis le début des années 2000. Tous les ans, depuis la mort de sa fille, il participe à une cérémonie en souvenir de sa fille, dans l'église de la commune. L'un des coupables est mort en 2003, un complice présumé doit être jugé par la cour d'assises d'Amiens à la fin de l'année 2019.